# 아민타스 1세

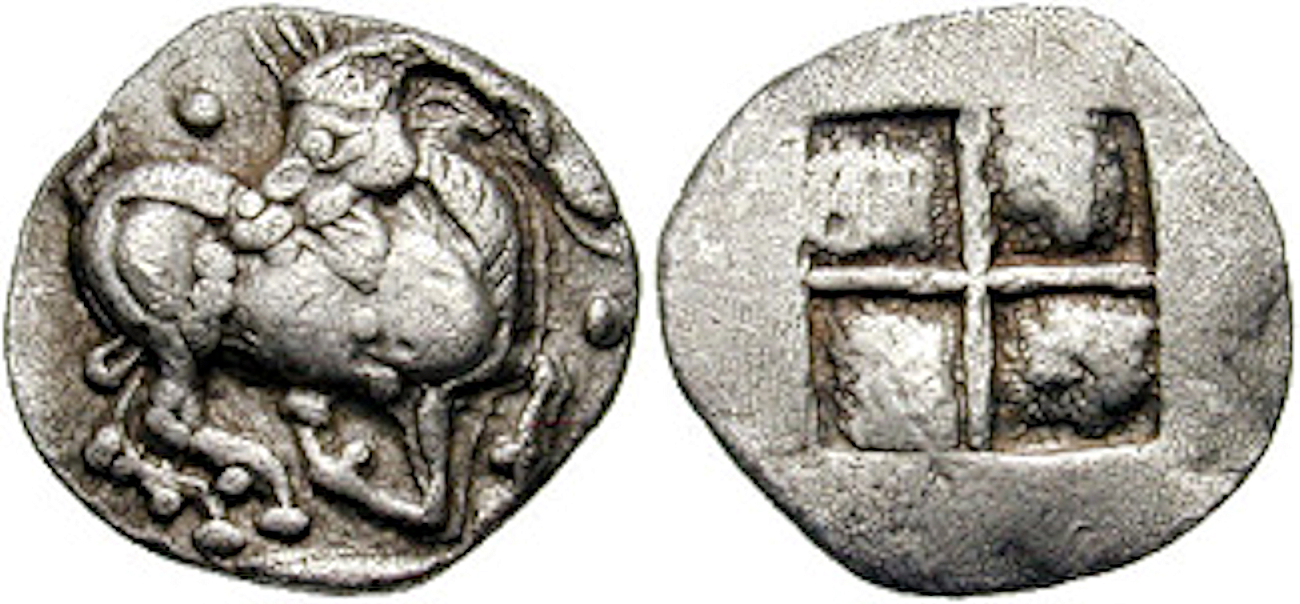

아민타스 1세(Αμύντας Α', 기원전 540년 ~ 498년)는 고대 마케도니아 왕국의 임금으로 페르시아의 다리우스 1세의 속주를 다스렸다. 마케도니아의 실질적인 초대 군주로 보기도 한다.
그는 다른 나라와 관계를 지닌 마케도니아 최초의 지배자였다.
그는 아테나이의 히피아스와 동맹하였다. 그리고 히피아스 가 아테나이에서 추방되었을 때 그는 그이게 테르마이크만의 안테무스의 영토를 노렸다.

## 같이 보기
- 고대 마케도니아인
- 마케도니아 왕국 사람 목록